# Le Petit Renne au nez rouge
 (octobre 2017).
Si vous disposez d'ouvrages ou d'articles de référence ou si vous connaissez des sites web de qualité traitant du thème abordé ici, merci de compléter l'article en donnant les références utiles à sa vérifiabilité et en les liant à la section « Notes et références ».
Cet article concerne un chant de Noël. Pour le personnage fictif de la série Les Simpson, voir Le p'tit renne au nez rouge (Les Simpson).
Le Petit Renne au nez rouge est un chant de Noël, inspiré du poème de Robert L. May de 1939, écrit en anglais par Johnny Marks sous le titre Rudolph, the Red-Nosed Reindeer. L'adaptation française est de Jacques Larue.
De nombreux artistes ont interprété cette chanson, notamment Harry Belafonte, Les Sœurs Étienne, Nana Mouskouri, Nicole Martin, Renée Martel, Ginette Reno, Michèle Richard, Henri Dès, Céline Dion.